# George Smith (assyriolog)

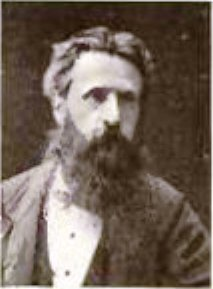
George Smith.

George Smith, född den 26 mars 1840 i London, död den 19 augusti 1876 i Aleppo, var en engelsk assyriolog.
Smith var först gravör och blev därunder av åtskilliga assyriologiska arbeten, på vilka han ombesörjde korrektur, högeligen intresserad för studiet av kilskrifterna. Sedan anställd vid British Museum, tilldrog han sig genom flera lysande upptäckter den allmänna uppmärksamheten, bland annat genom att bevisa den assyriske kungen Tiglat Pilesers samtidighet med konungarna Ahas och Asarja i Juda samt Peka och Hosea i Israel, genom att fastställa datum för en total solförmörkelse av år 763 f.Kr., genom att 1872 upptäcka och offentliggöra den babylonisk-assyriska versionen av bibelns berättelse om syndafloden. På grund av sistnämnda upptäckt blev Smith av "Daily Telegraphs" ägare 1873 sänd på forskningsresa till Mesopotamien, varifrån han hemförde en mängd fynd och däribland ytterligare fragment av syndaflodsberättelsen. År 1875 ledde han på uppdrag av British Museum utgrävningar i Mosul. Smiths främsta arbeten är Assurbanipal (1871), History of Assyria (1875), Assyrian discoveries (samma år; 7:e upplagan 1883) och framför allt The chaldaean account of Genesis (1876; 6:e upplagan 1880). Genom sin ovanliga förmåga att tolka kilskrifter kunde Smith åt sina textpublikationer ge en hög grad av tillförlitlighet.